# 23. april
23. april je 113. dan leta (114. v prestopnih letih) v gregorijanskem koledarju. Ostaja še 252 dni.

## Dogodki
- 1471 – v Gradcu je bil obglavljen uporni najemniški vojskovodja Andrej Baumkircher
- 1815 – Miloš Obrenović izbran za vodjo druge srbske vstaje
- 1849 – v Habsburški monarhiji sprejet zakon o usposabljanju in nameščanju gimnazijskih učnih moči
- 1918 – Britanci neuspešno poskusijo blokirati zaliv Ostend
- 1920 – Atatürk postane turški predsednik vlade
- 1933 – ustanovljen Gestapo
- 1944 – nacisti v Trstu mučijo in obesijo 51 primorskih Slovencev
- 1945 – zavezniki prodrejo v Italiji do Pada
- 1967 – Sojuz 1 s kozmonavtom Vladimirjem Mihajlovičem Komarovom izstreljen v orbito
- 1975 – odstop južnovietnamske vlade v Saigonu
- 1990 – Namibija postane članica OZN in Commonwealtha
- 1993 – Eritrejci na referendumu izglasujejo neodvisnost
- 1994 – odkritje podatomskega delca »kvarka vrh«

## Rojstva
- 980 – Sveti Gerard, italijanski misijonar, madžarski mučenik († 1046)
- 1140 – Malcolm IV., škotski kralj († 1165)
- 1185 – Alfonz II., portugalski kralj († 1233)
- 1500 – Johannes Stumpf, švicarski letopisec, teolog († 1578)
- 1598 – Maarten Harpertszoon Tromp, nizozemski admiral († 1653)
- 1676 – Friderik I., švedski kralj († 1751)
- 1708 – Friedrich von Hagedorn, nemški pesnik († 1754)
- 1758 – Alexander Forrester Inglis Cochrane, britanski admiral († 1832)
- 1775 – Joseph Mallord William Turner, angleški slikar († 1851)
- 1787 – Peter Dajnko, slovenski duhovnik, pisatelj, slovničar († 1873)
- 1791 – James Buchanan, ameriški predsednik († 1868)
- 1792 – John Thomas Romney Robinson, irski astronom, fizik († 1882)
- 1804 – Marie Taglioni, italijanska balerina († 1884)
- 1823 – Abd-ul Medžid, turški sultan († 1861)
- 1828 – Friderik Avgust Albert, saški (nemški) kralj († 1902)
- 1853 – Alphonse Bertillon, francoski kriminolog († 1914)
- 1857 – Ruggiero Leoncavallo, italijanski skladatelj († 1919)
- 1858 – Max Planck, nemški fizik († 1947)
- 1867 – Johannes Andreas Grib Fibiger, danski zdravnik, patolog, nobelovec 1926 († 1928)
- 1876 – Arthur Moeller van den Bruck, nemški kulturni kritik († 1925)
- 1880 – Mihail Mihajlovič Fokin, ruski baletnik, koreograf († 1942)
- 1891 – Sergej Prokofjev, ruski skladatelj, pianist († 1953)
- 1897 – Lester Bowles Pearson, kanadski politik, nobelovec 1957 († 1972)
- 1916 – Ivo Lola Ribar, hrvaški publicist, politik († 1943)
- 1922 – Ive Šubic, slovenski slikar († 1989)
- 1936 – Roy Orbison, ameriški pevec, glasbenik († 1988)
- 1954 – Michael Moore, ameriški filmski režiser, pisatelj
- 1968 – Timothy James McVeigh, ameriški terorist († 2001)
- 1983 – Leon Andreasen, danski nogometni reprezentant
- 1984 – Aleksandra Kostenjuk, ruska šahistka
- 1987 – Sammir, hrvaški nogometni reprezentant
- 1988 – Victor Anichebe, nigerijski nogometni reprezentant
- 1990 – Mathias Jørgensen, danski nogometni reprezentant
- 1996 – Aleksandr Vlasov, ruski cestni kolesar

## Smrti
- 1014 – Brian Boru, irski kralj (* 941)
- 1016 – Ethelred, angleški kralj (* 968)
- 1124 – Aleksander I., škotski kralj (* 1078)
- 1151 – Adeliza Louvainška, angleška kraljica, soproga Henrika I. (* 1103)
- 1200 – Zhu Xi, kitajski konfucijanski filozof (* 1130)
- 1217 – Inge II., norveški kralj (* 1185)
- 1307 – Ivana Angleška, princesa, hči Edvarda I. (* 1272)
- 1407 – Olivier de Clisson, bretonski vojak, francoski konstabl (* 1336)
- 1409 – Francesc Eiximenis, katalonski pisatelj, enciklopedist, filozof (* 1330)
- 1605 – Boris Godunov, ruski car (* 1551)
- 1616 –

- William Shakespeare, angleški pesnik, dramatik (po gregorijanskem koledarju 3. maj) (* 1564)
- Miguel de Cervantes, španski pisatelj (* 1547)

- 1620 – Hajim ben Jožef Vital, italijanski judovski mistik, rabin (* 1543)
- 1792 – Karl Friedrich Bahrdt, nemški teolog, pustolovec (* 1741)
- 1850 – William Wordsworth, angleški pesnik (* 1770)
- 1889 – Evgenija Švedska in Norveška, princesa (* 1830)
- 1915 – Rupert Brooke, angleški pesnik (* 1887)
- 1951 – Charles Gates Dawes, ameriški bankir, politik, nobelovec (* 1865)
- 1947 – Anton Cerar - Anton Danilo, slovenski dramatik, gledališki režiser, gledališki in filmski igralec (* 1858)
- 1992 – Satjadžit Raj, indijski filmski režiser, scenarist, skladatelj (* 1921)
- 1993 – César Estrada Chávez, ameriški delavski aktivist (* 1927)
- 1996 – Helen Lyndon Goff - Pamela Lyndon Travers, avstralska pisateljica, pesnica (* 1899)
- 2007 – Boris Jelcin, ruski politik, ruski predsednik med letoma 1991 in 1999 (* 1931)
- 2009 – Ciril Škerjanec, slovenski violončelist (* 1936)

## Prazniki in obredi
- svetovni dan knjige in avtorskih pravic (izhaja iz dneva sv. Jordija v Kataloniji)
- Anglija – dan sv. Jurija
- dan artilerije Slovenske vojske
- dan nemškega piva